# Idaea asceta
Idaea asceta là một loài bướm đêm trong họ Geometridae.